# Pád Berlínské zdi

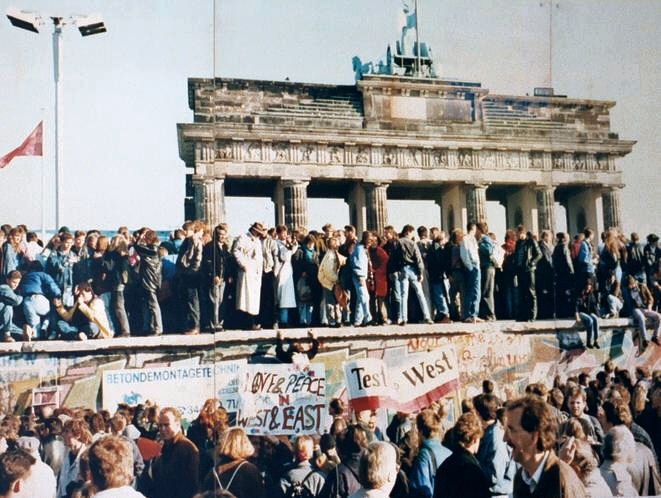
Berlínská zeď roku 1989

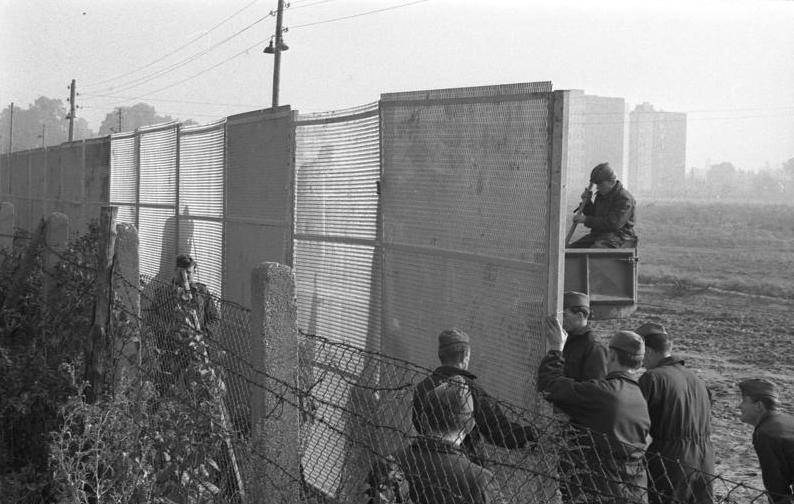
Demontáž Zdi

Pád Berlínské zdi (německy: Mauerfall) je označení událostí dne 9. listopadu 1989, při kterých obyvatelé Východního Berlína prolomili průchody v Berlínské zdi, která je od druhé berlínské krize roku 1961 oddělovala od Západního Berlína. Šlo o jednu z nejvýznamnějších a nejsymboličtějších událostí procesu pádu komunismu v Evropě, pádu železné opony a zároveň procesu znovusjednocení Německa. Krátce po pádu zdi došlo ke zrušení celé hranice mezi východním a západním Německem. Ke znovusjednocení Německa došlo v říjnu následujícího roku.

## Sled událostí

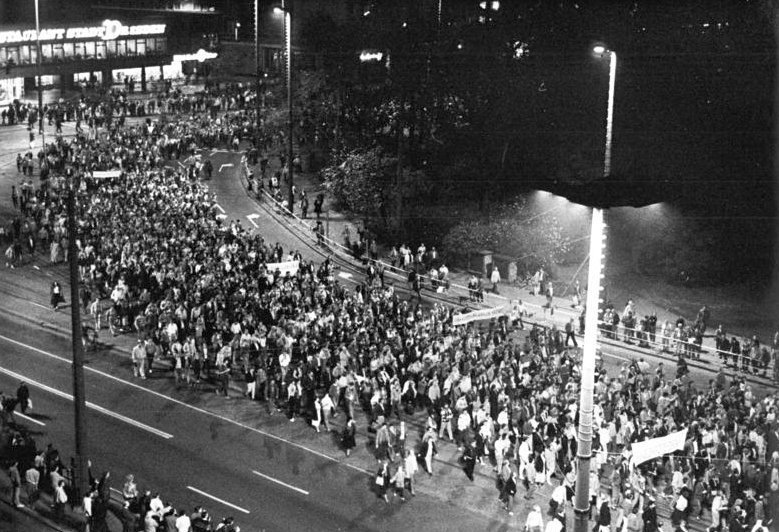
Jedna z pondělních demonstrací v Lipsku

Železná opona „pukla“ o něco dříve, během tzv. panevropského pikniku, tedy akce 19. srpna 1989, kterou zorganizovala Panevropská unie Otty von Habsburga v součinnosti s rakouskou vládou a maďarskými reformními komunisty. Habsburg tehdy přišel s nápadem, že by obě země mohly mezi sebou zrušit pevnou hranici, aby se tak otestovala reakce Sovětského svazu a jejího vůdce Michaila Gorbačova. Získal pro tuto myšlenku obě strany a 19. srpna se rakousko-maďarská hranice, tedy stále ještě hranice mezi západním a východním blokem, skutečně stala volně průchodnou. Tomu však rovněž předcházela rozsáhlá reklama na plánovaný „piknik“ mezi rekreanty z NDR v Maďarsku, prostřednictvím plakátů a letáků. Důsledkem bylo, že hranici do Rakouska ihned přešla asi tisícovka východních Němců, kteří byli v Maďarsku na dovolené, s jasným úmyslem se nevrátit. Vzápětí jich do Maďarska začaly mířit další desítky tisíc, aby východní blok přes Maďarsko opustily. Jednalo se o největší emigrační hnutí z východního Německa od doby, kdy byla v roce 1961 postavena Berlínská zeď.
Vedení NDR se neodvážilo zcela zablokovat hranice vlastní země a podstatné bylo, že Sovětský svaz na věc vůbec nereagoval. Východoněmecká vláda přestala poskytovat „dovolenková“ povolení k výjezdu do Maďarska, ale ani konec prázdnin migrační vlnu nezastavil. Na konci léta a začátku podzimu nacházeli uprchlíci cestu do Maďarska přes Československo, s nímž měla NDR dohodu o volném cestování přes společnou hranici. Když stále ještě komunistické Československo ztížilo volný průchod do Maďarska, začali tito uprchlíci hledat azyl především na západoněmeckém velvyslanectví v Praze (v menší míře i ve Varšavě), kde jich několik tisíc žilo v těžkých podmínkách v zahradě velvyslanectví (Lobkovického paláce). Na žádost československé vlády, která měla se zvládáním uprchlické vlny značné potíže, nakonec NDR své hranice s Československem uzavřela.
Souběžně s migrační vlnou se objevilo poklidné protestní hnutí, především v Lipsku, které se projevovalo tzv. pondělními demonstracemi. Souběžně také probíhaly změny uvnitř vládnoucí komunistické strany SED. Dne 18. října 1989 odstoupil její dlouholetý vůdce Erich Honecker. Byl již vážně nemocný a ti, kdo ho chtěli nahradit, byli zpočátku ochotni čekat na „biologické řešení“. Ale v říjnu, mj. v důsledku emigrační vlny, nabyli přesvědčení, že politická a ekonomická situace je příliš vážná. Honecker s řešením souhlasil. Novým předsedou strany se stal Egon Krenz.
Přestože ve svém prvním veřejném projevu slíbil reformy, východoněmecká veřejnost uklidněna nebyla a protesty pokračovaly. Aby ujistil veřejnost o svém reformním směřování, povolil Krenz 1. listopadu znovuotevření hranice s Československem. To mělo ale i další důvod, tehdy ne zcela viditelný. Byla jím tíživá finanční situace NDR. Východní Německo zápasilo se splácením zahraničních půjček. Egon Krenz poslal v té době Alexandra Schalck-Golodkowského, aby neúspěšně požádal Západní Německo o krátkodobou půjčku na splácení úroků a otevření hranic mělo naznačit Krenzovu progresivnost a ochotu jednat i o jiných věcech.
Znovuotevření hranice spustilo další migrační vlnu, ale nezastavilo nespokojenost: 4. listopadu se konala památná milionová demonstrace na náměstí Alexanderplatz v Berlíně. Velmi důležité bylo, že šlo o společnou akci opozice s progresivním křídlem uvnitř SED, mnoho reformně naladěných komunistů na akci vystoupilo.
Dne 6. listopadu zveřejnilo ministerstvo vnitra návrh nového cestovního řádu, který však provedl jen kosmetické úpravy pravidel z Honeckerovy éry. To vzbudilo bouři nevole. 7. listopadu Krenz schválil rezignaci premiéra Williho Stopha a dvou třetin politbyra; nicméně sám Krenz byl ústředním výborem jednomyslně znovu zvolen generálním tajemníkem.
Dne 19. října požádal Krenz úředníka ministerstva vnitra Gerharda Lautera, aby navrhl novou cestovní politiku. Na schůzi politbyra dne 7. listopadu bylo rozhodnuto okamžitě uzákonit část jeho návrhu nového cestovního řádu. Politbyro původně plánovalo vytvořit speciální hraniční přechod poblíž Schirndingu, který by umožnil bezproblémovou emigraci. Úředníci ministerstva vnitra a příslušníci Stasi však dospěli k závěru, že to není proveditelné, a do textu se dostala formulace, že východoněmečtí občané mohou žádat o povolení vycestovat do zahraničí, aniž by museli splňovat předchozí požadavky pro tyto cesty. Tento návrh byl schválen. Nové předpisy měly vstoupit v platnost následující den.
Nastala ovšem kuriózní situace. Vznikla nejistota, co nové pravidlo vlastně znamená. Zdálo se, že politbyro umožňuje uprchlíkům odejít přímo přes přechody mezi východním Německem a západním Německem, včetně přechodů mezi východním a západním Berlínem, ale ani novináři, kteří se shromáždili k tiskové konferenci, kde výsledky jednání měly být oznámeny, tomu nechtěli věřit. Navíc informace nebyly podány zcela jasně.

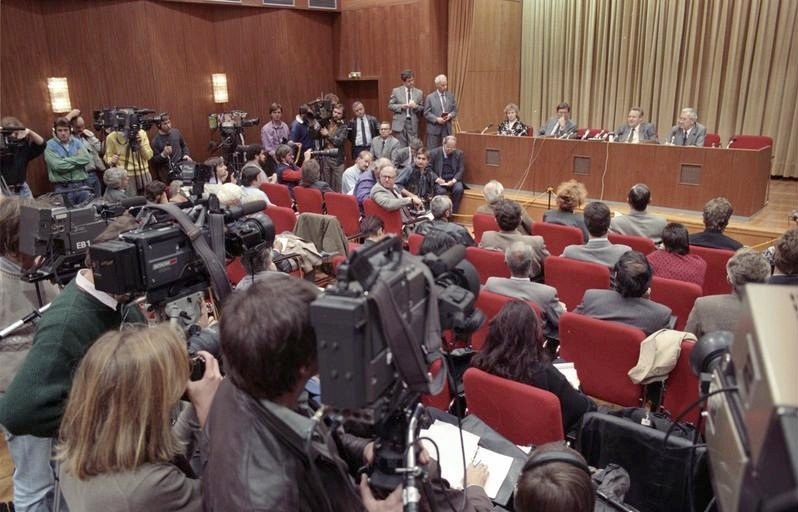
Historická tisková konference Güntera Schabowského

Oznámení předpisů se uskutečnilo na hodinové tiskové konferenci vedené Günterem Schabowským, vůdcem strany ve východním Berlíně a nejvyšším vládním mluvčím. Konference začala 9. listopadu v 18 hodin a byla vysílána živě televizí a rozhlasem ve východním Berlíně. K Schabowskému se připojil ministr zahraničního obchodu Gerhard Beil a členové Ústředního výboru Helga Labsová a Manfred Banaschak. Celý průběh konference byl zmatečný. Schabowski nebyl zapojen do diskusí o nových předpisech a nebyl seznámen s posledními změnami. Krátce před tiskovou konferencí mu byl předán dopis od Krenze oznamující změny, ale nedostal žádné další pokyny, jak vše vlastně chápat. V 18:53, těsně před koncem tiskové konference, se Riccardo Ehrman z ANSA zeptal, zda byl návrh zákona o cestování ze 6. listopadu chybou. Schabowski dal matoucí odpověď, když řekl, že přivření hranic je nutné, protože Západní Německo vyčerpalo svou kapacitu přijmout prchající východní Němce. Pak si však vzpomněl na dopis, který dostal od Krenze, a dodal, že byl nicméně vypracován nový zákon, který umožňuje trvalou emigraci na jakémkoli hraničním přechodu. To způsobilo rozruch v místnosti. Reportéři se začali překřikovat. Schabowski vyjádřil překvapení, že reportéři nový zákon ještě neznají, a začal číst přímo z dopisu od Krenze. Poté se jeden reportér (byl to buď Ehrman nebo reportér Bild-Zeitungu Peter Brinkmann, kteří oba seděli na tiskové konferenci v první řadě) zeptal, kdy předpisy vstoupí v platnost. Po několika sekundách váhání Schabowski odpověděl: „Pokud vím, nabývají účinku okamžitě, bez prodlení“ (německy: Das tritt nach meiner Kenntnis … ist das sofort … unverzüglich.).  Když se Beil pokoušel namítnout, že je na Radě ministrů, aby rozhodla, kdy nabudou účinnosti, Schabowski jeho slova v podstatě vyvrátil tím, když z Krenzova dopisu přečetl klauzuli, která uváděla, že opatření je v platnosti, dokud Volkskammer (východoněmecký parlament) neschválí nový zákon v této věci. Novinář se poté zeptal, zda se nařízení vztahuje i na přechody do Západního Berlína. Schabowski pokrčil rameny a přečetl bod 3 Krenzova dopisu, který říkal, že ano. Poté se Daniel Johnson z The Daily Telegraph zeptal, co tento zákon znamená pro Berlínskou zeď. Schabowski byl zaskočený a po chvíli váhání vydal nesourodé prohlášení o tom, že Zeď je spojena s větší otázkou odzbrojení. Poté tiskovou konferenci ukončil.
Zpráva se začala okamžitě šířit: západoněmecká Deutsche Presse-Agentur vydala v 19:04 bulletin, který informoval, že východoněmečtí občané budou moci překročit vnitřní německé hranice „okamžitě“. Úryvky z Schabowského tiskové konference byly té noci vysílány ve dvou hlavních zpravodajských relacích Západního Německa – v 19:17 v ZDF's heute a ve 20:00 v Tagesschau ARD. Vzhledem k tomu, že ARD a ZDF od konce 50. let vysílaly téměř do celého východního Německa, byly mnohem více sledované než východoněmecké kanály a většina populace tyto zprávy slyšela. Moderátor ARD Hanns Joachim Friedrichs doslova prohlásil: „Tento 9. listopad je historickým dnem. NDR oznámila, že s okamžitou platností jsou její hranice otevřené všem. Brány ve Zdi jsou otevřené dokořán.“
Vzápětí se východní Němci začali shromažďovat u Zdi, na šesti kontrolních stanovištích mezi východním a západním Berlínem, a požadovali, aby pohraniční stráže okamžitě otevřely brány. Překvapení strážní kvůli problému hekticky telefonovali svým nadřízeným. Nejprve jim bylo nařízeno najít mezi davem, který chce opustit zemi, „agresivnější“ lidi, pustit je za hranici a orazítkovat jejich pasy speciálním razítkem, které jim zakazovalo návrat do východního Německa – ve skutečnosti jim odebrat občanství. Další tisíce lidí však požadovaly, aby byly rovněž puštěni za hranici a volaly na pohraničníky: „Schabowski řekl, že můžeme. Bylo to v televizi“.  Pohraničníci zjistili, že nikdo z jejich nadřízených není schopen vydat jasný pokyn ani k použití síly, ani k otevření hranice. Dav se však stále zvětšoval, a tak ve 22:45 hodin (alternativně uváděno 23:30) velitel hraničního přechodu Bornholmer Straße Harald Jäger vydal strážím pokyn otevřít kontrolní stanoviště a nechat lidi projít s malou nebo žádnou kontrolou identity (Podle některých zpráv jeden z pohraničních velitelů otevřel přechod ve Waltersdorf-Rudow již o několik hodin dříve).
Když se východní Němci vyhrnuli za hranici, přivítali je čekající zápaďané s květinami a šampaňským uprostřed divokého veselí. Brzy poté vyskočil dav Západoberlíňanů na vrchol zdi, vzápětí se k nim připojili východoněmečtí mladíci. Média začala do celého světa vysílat zprávu, že padla Berlínská zeď.
Již večer 9. listopadu také začalo spontánně docházet k odstraňováni zdi. Lidé přezdívaní Mauerspechte („rýpači do zdi“) používali různé nástroje k odštípnutí suvenýrů, demolici několika částí zdi a vytvoření několika neoficiálních hraničních přechodů. Zpočátku se východoněmecké pohraniční jednotky pokoušely napravit škody způsobené „rýpači“, postupně však tyto pokusy ustaly a stráže se staly laxnějšími a tolerovaly narůstající demolice a „neoprávněné“ překračování hranic skrz díry.
Televizní přenos občanů, kteří 9. listopadu bourali části Zdi, byl brzy následován oznámením východoněmeckých úřadů o zřízení deseti nových hraničních přechodů, včetně historicky významných míst na Potsdamer Platz, Glienicker Brücke a Bernauer Straße. Na obou stranách historických přechodů se shromáždily davy, které čekaly hodiny, aby viděly buldozery, které strhly části Zdi. Ta zůstala oficiálně střežena, ale s klesající intenzitou.

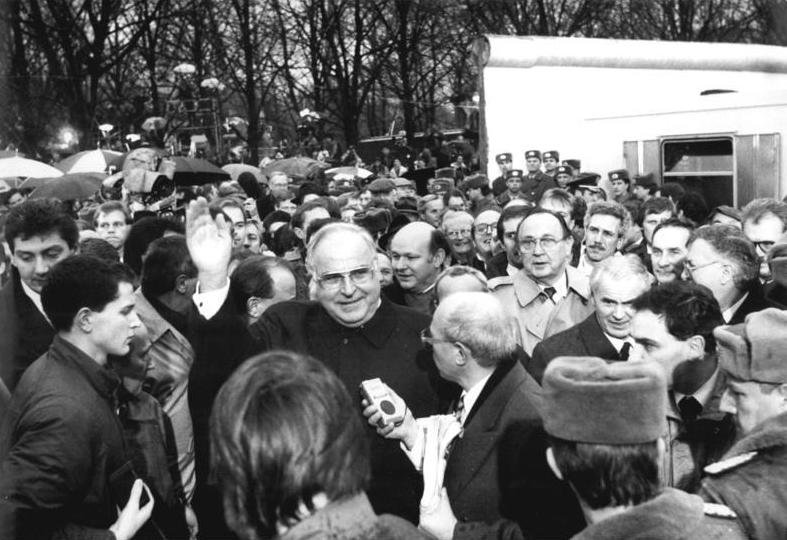
Helmut Kohl po průchodu Braniborskou branou

Braniborská brána byla otevřena 22. prosince 1989. Toho dne prošel branou západoněmecký kancléř Helmut Kohl a byl přivítán východoněmeckým premiérem Hansem Modrowem. Západním Němcům a obyvatelům Západního Berlína bylo povoleno bezvízové cestování počínaje 23. prosincem. Do té doby mohli východní Německo a východní Berlín navštívit pouze za omezujících podmínek, které zahrnovaly žádost o vízum několik dní či týdnů předem a povinnou výměnu minimálně 25 západoněmeckých marek za den plánovaného pobytu. V týdnech mezi 9. listopadem a 23. prosincem tak mohli východní Němci cestovat paradoxně svobodněji než obyvatelé Západu.
Dne 13. června 1990 východoněmecké pohraniční jednotky oficiálně zahájily demontáž Zdi. Bourání začalo na Bernauer Straße a kolem okresu Mitte. Demolice pokračovala až do prosince 1990. Podle odhadů pohraničních vojsk bylo demolicí vyprodukováno celkem asi 1,7 milionu tun stavební suti. Bouralo 300 příslušníků pohraniční stráže NDR a – po 3. říjnu 1990 – 600 vojáků Bundeswehru. Byli vybaveni 175 nákladními automobily, 65 jeřáby, 55 bagry a 13 buldozery. Prakticky každá ulice, která byla přerušena Berlínskou zdí, byla zrekonstruována a znovu otevřena do 1. srpna 1990. Zůstalo stát jen šest částí Zdi, které měly být zachovány jako památník. Malované segmenty s umělecky hodnotnými motivy byly dány do aukce v roce 1990 v Berlíně a v Monte Carlu. Poslední zbytky stavby byly však odstraněny až v roce 1994.
Pád Zdi znamenal první krok ke znovusjednocení Německa, které formálně proběhlo o pouhých 339 dní později, dne 3. října 1990, rozpuštěním východního Německa a oficiálním znovusjednocením německého státu. Pád Zdi také vyvolal obrovskou mezinárodní pozornost a vlnu euforie po celém světě. Proces to však byl dle mnoha indicií spíše chaotický a založený na různých byrokratických chybách a nejasnostech uvnitř východoněmeckého režimu. Důkazem je, že někteří západoevropští politici byli spontánním znovusjednocovacím procesem zaskočeni a vyjadřovali obavy: patřil k nim především francouzský prezident François Mitterrand a britská premiérka Margaret Thatcherová. V září 1989 Margaret Thatcherová soukromě sdělila sovětskému generálnímu tajemníkovi Michailu Gorbačovovi, že chce, aby sovětský vůdce udělal vše, co může, aby proces znovusjednocení zastavil. „Nechceme sjednocené Německo. To by vedlo ke změně poválečných hranic a to nemůžeme připustit, protože takový vývoj by podkopal stabilitu a mohl by ohrozit naši bezpečnost,“ řekla Thatcherová podle Gorbačova. François Mitterrand prý zase řekl Thatcherové, že sjednocené Německo by „mohlo získat více půdy, než kdy měl Adolf Hitler“, a že Evropa ponese následky. Britové a Francouzi však byli v této věci již mimo hru. O tom, zda věc dohodli vůdci Spojených států a Sovětského svazu, na některém z památných summitů té doby, se vedou dosud jen spekulace. Gorbačov zastával až do své smrti stanovisko, že jeho jediným postojem z té doby bylo, že je čistě věcí východních Němců, jak uspořádají své hranice a svou zem.